# Stuart Hall
Stuart Hall (født 3. februar 1932 i Kingston på Jamaica, død 10. februar 2014) var en jamaicansk-født britisk kulturteoretiker og sociolog. Hall, der voksede op i Jamaica, men som boede i Storbritannien fra 1951, regnes som en af grundlæggerne af de britiske kulturstudier, sammen med Richard Hoggart og Raymond Williams. Han var formand for the British Sociological Association 1995–1997. Hall blev ansat ved Center for Moderne Kulturstudier ved Birmingham Universitet i 1964 og blev centerets direktør i 1968. Han blev sidenhen den første redaktør for tidsskriftet New Left Review og i 1979 blev han professor i sociologi ved Open University. Hall blev professor emeritus i 1997.

## Idéer
Hall argumenterede for, at kulturanalyse måtte undersøge sammenhænge mellem "samfundsstrukturer og -processer" og "symbolske strukturer".

## Kommunikationsmodel
Hall udtænkte i 1970’erne for form for kommunikationsforskning, der hævder, at mediepublikummer bliver præsenteret med beskeder, som de afkoder eller fortolker på forskellige måder afhængigt af den enkelte modtagers kulturelle baggrund, økonomiske situation og personlige erfaringer. I modsætning til andre medieteorier, der på en måde afmægtiggør publikum, argumenterede Hall for, at publikum kan spille en aktiv rolle i at afkode meddelelser.
For Hall handler "kodning" og "afkodning" om oversættelsen af en meddelelse. Når et menneske afkoder en besked, udtrækker denne person betydningen af dette budskab på en måde, der giver mening for dette specifikke menneske. For Hall fungerer denne form for afkodning både for både verbale og ikke-verbale kommunikationsformer. At afkode adfærd uden at bruge ord indebærer fx at observere kropssprog og ansigtsmimik. For eksempel vil kropssprog som overdreven hånd/armbevægelser, rødhed i ansigtet, gråd, og nogle gange endda stilhed blive afkodet for at en person er ked af det, vred, eller stresset. Nogle gange, når nogen forsøger at få en budskab igennem til en person, kan meddelelsen tolkes forskelligt fra person til person. Lidegyldigt om en besked har et stort publikum (eller om "publikum" bare er en enkelt person), handler afkodning om at modtage, absorbere, forstå og nogle gange at bruge beskedens oplysninger.